# Spinnenhelm
Der Spinnenhelm (engl.: Spider helmet) ist ein seltener Helmtyp aus Europa, der auf das 17. Jahrhundert datiert wird.

## Beschreibung
Der Grundtyp des historischen Spinnenhelms besteht in der Regel aus Stahl. Die Helmglocke ist halbkugelförmig gearbeitet und mit einem waagerecht nach vorn stehenden Augenschirm ausgestattet. Über den gesamten Helm ist eine Gitterstruktur angebracht, die an der Helmoberseite sowie an dem umlaufenden Helmrand befestigt ist. An der Befestigung am Helmrand sind Scharniere befestigt. Von den Scharnieren aus laufen Stahlstäbe nach unten, die zum Ende hin leicht umgebogen sind. Die Stahlstäbe werden von den Scharnieren nach unten hin schmaler und sind an ihrem Ende abgerundet. Sie können bei Nichtgebrauch nach oben hin umgeklappt werden. Dazu hält eine Schale an der Oberseite des Helmes die Enden der Stahlstäbe fest. Wurde die Schale hochgehoben, klappten die Stahlstäbe herunter. In heruntergeklappter Position schützen sie das Gesicht, beide Kopfseiten und den Nacken vor Schlägen.
Die geschichtliche Einordnung dieses Helmtyps ist nur unzureichend wissenschaftlich untersucht. Laut Samuel Rush Meyrick gibt es fragliche Hinweise, dass die ersten Exemplare bei Belagerung von Calais im Jahre 1558 bei britischen Soldaten erbeutet worden seien. Weitere zeitliche Angaben des Auftauchens reichen von der Zeit Heinrich IV. (Ende 16. – Anfang 17. Jhd.) über Mitte des 17. Jahrhunderts. Meyrick und Bashford Dean halten es für wahrscheinlich, dass der Spinnenhelm von der englischen Zischägge der Zeit Oliver Cromwells (etwa Mitte des 17. Jahrhunderts) abstammt. Thom Richardson, Kurator der Royal Armouries, hält sie mit Ende 17. bis Anfang 18. Jahrhundert für noch jünger. Auch hält er es für möglich, dass die Gitterstruktur nachträglich auf ältere Innenhelme aufgesetzt wurde.
Auch der Einsatzzweck ist nicht abschließend geklärt. Meyrick wie auch Dean unterstellen eine militärische Verwendung. Detaillierter wird William Burges; er vermutet den Einsatz bei der Kavallerie wo dieser Helm den Reiter von Säbelhieben schützen sollte. Das Museum Grand Curtius in Lüttich vermutet, dass der Helm unter einem großen Filzhut verdeckt getragen wurde.

## Spinnenhelme in Sammlungen
Exemplare des Spinnenhelms sind in den Sammlungen der Royal Armouries, im Art Institute of Chicago, im Cleveland Museum of Art, im British Museum und im Metropolitan Museum of Art vorhanden.